# Nicolas Winding Refn
Nicolas Winding Refn (IPA: [nekolæs venteŋ ˈʁɛfn̩]; Copenaghen, 29 settembre 1970) è un regista, sceneggiatore e produttore cinematografico danese.
Annoverato insieme a Lars von Trier e Thomas Vinterberg come uno degli autori più significativi del cinema danese, i suoi film si sono diffusi in tutto il mondo conquistando una nutrita schiera di ammiratori. Ha vinto il Prix de la mise en scène per Drive alla 64ª edizione del Festival di Cannes.

## Biografia
Nato a Copenaghen, figlio del regista Anders Refn e della fotografa Vibeke Winding, all'età di otto anni con la famiglia si trasferisce a New York, dove ha trascorso gran parte dell'infanzia e dell'adolescenza. Nel 1993, Winding Refn frequenta l'American Academy of Dramatic Arts, ma torna presto in Danimarca. Dopo aver realizzato un cortometraggio, attira l'attenzione di un produttore, che gli offre 32 milioni di corone per farlo diventare un film. Così a soli 25 anni, senza una formazione adeguata, realizza il suo primo film, Pusher - L'inizio, che diventa il primo capitolo dell'omonima trilogia, terminata nel 2005 e diventata ben presto un fenomeno cult underground, peculiare per la sua rappresentazione realistica del mondo della droga al tempo stesso presentata con un grande gusto stilistico per la regia e le musiche, marchio di fabbrica che farà la fortuna del regista.
Nel 1999 realizza il suo secondo lungometraggio, Bleeder, seguito da Fear X, del 2003, suo primo film in lingua inglese che vede la collaborazione dello scrittore beat Hubert Selby e dell'attore John Turturro. Dopo l'insuccesso di Bleeder e dell'ambizioso e costoso Fear X, il regista decide di tornare sui propri passi e di dirigere due seguiti del film Pusher - L'inizio, il quale era nel frattempo diventato un cult in tutto il mondo. Nel 2004 è uscito Pusher II - Sangue sulle mie mani e nel 2005 Pusher 3 - L'angelo della morte, film realizzati in parte per necessità economiche del regista ma anche per una sua esplicita voglia di tornare in quel mondo malfamato dove la vita ha un valore così flebile, realizzando due dei film che i suoi fan e i critici di tutto il mondo apprezzano maggiormente, tornando in gioco con due successi uno dopo l'altro.
Nel 2008 realizza il film biografico Bronson, che racconta la storia del criminale inglese Michael Gordon Peterson, conosciuto come Charles Bronson, Charles Bronson e Charles Ali Ahmed, criminale noto per aver trascorso gran parte della sua vita in cella d'isolamento; il film è la consacrazione di Refn, e viene premiato in molti festival in giro per il mondo sia per la genialità della messa in scena che per la straordinaria interpretazione del protagonista Tom Hardy, ruolo che colpì particolarmente il regista Christopher Nolan, il quale scelse Hardy per il ruolo di Bane nel blockbuster Il cavaliere oscuro - Il ritorno.
Nel 2009 Refn torna a dirigere l'attore danese Mads Mikkelsen (con il quale aveva già lavorato nella trilogia Pusher), nel film Valhalla Rising - Regno di sangue, presentato nella selezione ufficiale del Toronto International Film Festival e fuori concorso alla 66ª Mostra del Cinema di Venezia; il film malgrado un buon successo di critica si rivela un fiasco di pubblico, fatto che rigetta nell'ombra il regista.
Nel maggio 2011 Refn presenta in concorso al Festival di Cannes il film d'azione Drive, con protagonista Ryan Gosling, che gli vale il premio per la miglior regia. All'uscita nelle sale il film si rivela un grandissimo successo in tutto il mondo, incassando 80 milioni di dollari a fronte di un investimento di 15, ricevendo anche una nomination ai Premi Oscar e lanciando definitivamente il regista e l'attore Ryan Gosling.
Dopo il grande successo di Drive, il regista e l'attore Ryan Gosling si sono subito lanciati in un nuovo progetto: il film Solo Dio perdona, anche questo andato in concorso al Festival di Cannes prima di uscire a partire dalla primavera del 2013 in tutto il mondo. Il film è un progetto al quale il regista pensava da anni, scritto da Refn in un momento di difficoltà finanziaria e con una grande rabbia per il mondo esterno, rabbia esternata nella crudezza ed essenzialità di emozioni del film, un prodotto low-budget che nessuno si sarebbe aspettato dal regista dopo il successo di Drive, dimostrando che non ama i meccanismi hollywoodiani e che preferisce rimanere ancorato a piccole produzioni.
Nel 2014 è tra i membri della giuria ufficiale al 67º Festival di Cannes, presieduta da Jane Campion. Nel maggio 2016 torna nuovamente al Festival di Cannes, in concorso per la Palma d'oro, con la pellicola horror The Neon Demon.
Nel 2019 ha realizzato una nuova opera, questa volta non più cinematografica, bensì televisiva. La serie tv, chiamata Too Old to Die Young, è stata prodotta e girata dallo stesso Refn con Ed Brubaker ed è stata distribuita su Amazon Prime Video.
Nel 2023 viene rilasciata su Netflix la sua seconda serie televisiva intitolata Copenhagen Cowboy, formata da sei episodi e riguardante una Copenaghen in versione "fiaba oscura". La serie segna il ritorno di Refn a lavorare in Danimarca dopo diciotto anni di progetti all'estero ed è stata pensata all'inizio come a un'evoluzione della saga di Pusher in chiave fantascientifica. Nello stesso anno partecipa alla regia del film musicale Circus Maximus, nel segmento denominato Delresto.

### Vita privata
Collezionista di vinili musicali e giocattoli, Winding Refn è sposato con l'attrice Liv Corfixen, con la quale ha avuto due figlie, Lola Güldenløve Corfixen e Lizzielou Corfixen.

## Filmografia

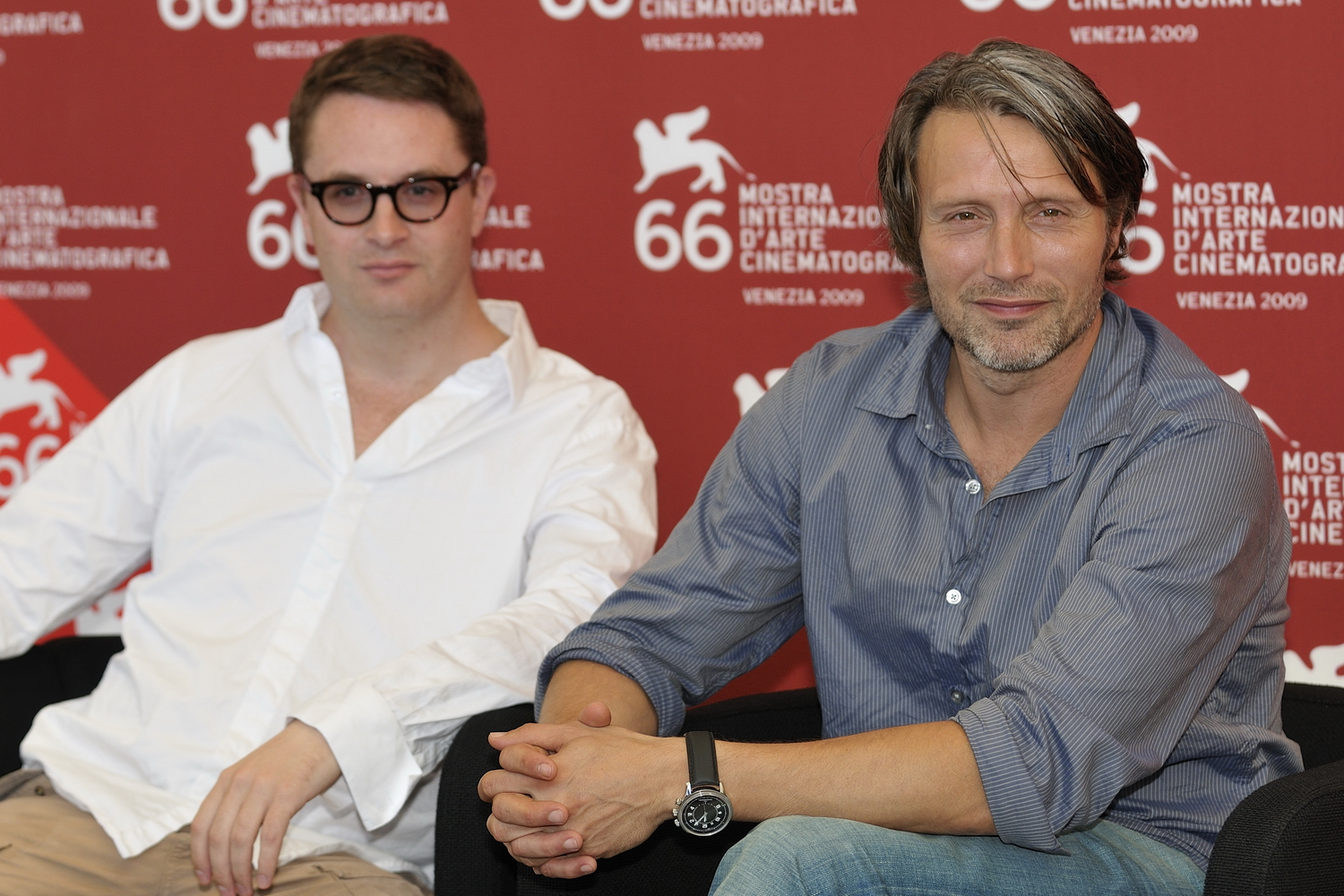
Nicolas Winding Refn, con l'attore Mads Mikkelsen alla 66ª Mostra del Cinema di Venezia.

### Regista

#### Cinema
- Pusher - L'inizio (Pusher) (1996)
- Bleeder (1999)
- Fear X (2003)
- Pusher II - Sangue sulle mie mani (Pusher II: With Blood on My Hands) (2004)
- Pusher 3 - L'angelo della morte (Pusher III: I'm the Angel of Death) (2005)
- Bronson (2008)
- Valhalla Rising - Regno di sangue (Valhalla Rising) (2009)
- Drive (2011)
- Solo Dio perdona (Only God Forgives) (2013)
- The Neon Demon (2016)

#### Cortometraggi
- Gucci Première – Gucci
- Touch of Crude – Prada (2024)
- Circus Maximus – segmento Delresto (2023)
- Beauty is not a sin – MV Agusta (2024)

#### Televisione
- Miss Marple – serie TV, episodio 3x04 (2009)
- Too Old to Die Young – serie TV, 10 episodi (2019)
- Copenhagen Cowboy – serie TV, 1 stagione, 6 episodi (2023) - presentato fuori concorso alla Mostra del cinema di Venezia, 79ª edizione.

### Sceneggiatore

#### Cinema
- Pusher - L'inizio (Pusher) (1996)
- Bleeder (1999)
- Fear X (2003)
- Pusher II - Sangue sulle mie mani (Pusher II: With Blood on My Hands) (2004)
- Pusher 3 - L'angelo della morte (Pusher III: I'm the Angel of Death) (2005)
- Bronson (2008)
- Valhalla Rising - Regno di sangue (Valhalla Rising) (2009)
- Solo Dio perdona (Only God Forgives) (2013)
- The Neon Demon (2016)

#### Televisione
- Too Old to Die Young – serie TV, 10 episodi (2019)
- Copenhagen Cowboy – serie TV, 1 stagione, 6 episodi (2023)

### Produttore
- Bleeder (1999)
- Pusher II - Sangue sulle mie mani (Pusher II: With Blood on My Hands) (2004)
- Il nemico invisibile (Dying of the Light), regia di Paul Schrader (2014)
- The Neon Demon (2016)
- Too Old to Die Young – serie TV, 10 episodi (2019)

### Attore
- Pusher - L'inizio, regia di Nicolas Winding Refn (1996)
- My Life Directed By Nicolas Winding Refn, regia di Liv Corfixen (2014)
- Death Stranding – videogioco[11] (2019)
- Copenhagen Cowboy – serie TV, 1 stagione, 6 episodi (2022)
- Hideo Kojima: Connecting Worlds, regia di Glen Milner (2023)[12]
- Death Stranding 2: On the Beach – videogioco[11] (2025)

## Riconoscimenti
- Premio BAFTA
  - 2012 – Candidatura al miglior regista per Drive
- Festival di Cannes
  - 2011 – Candidatura alla Palma d'oro per Drive
  - 2011 – Prix de la mise en scène per Drive
  - 2013 – Candidatura alla Palma d'oro per Solo Dio perdona
  - 2016 – Candidatura alla Palma d'oro per The Neon Demon
  - 2016 – Candidatura alla Queer Palm per The Neon Demon
- Premio César
  - 2012 – Candidatura al miglior film straniero per Drive
- David di Donatello
  - 2012 – Candidatura al miglior film straniero per Drive
- Empire Awards
  - 2012 – Candidatura al miglior regista per Drive
- Satellite Award
  - 2011 – Miglior regista per Drive